# لاودنباخ (رهاین-نکار)
لاودنباخ (به آلمانی: Laudenbach) یک شهر در آلمان است که در راین-نکار-کرایس واقع شده‌است.